# Simon Phillips

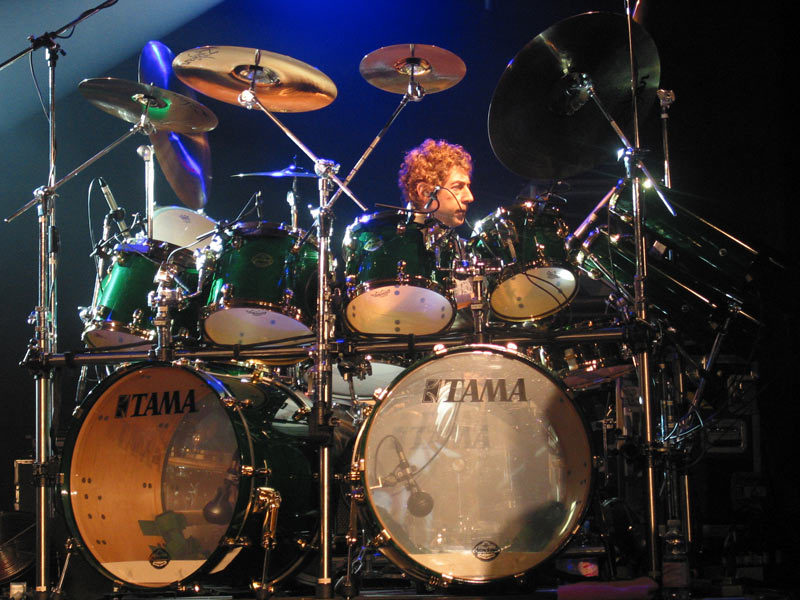
Simon Phillips podczas koncertu z zespołem Toto

Simon Phillips (ur. 6 lutego 1957 w Londynie) – brytyjski perkusista, muzyk sesyjny, a także producent muzyczny. Znany z występów w grupie muzycznej Toto oraz współpracy z taki muzykami jak Chick Corea, Jeff Beck, Jack Bruce, Brian Eno, Mike Oldfield, Gary Moore, Mick Jagger, Phil Manzanera, John Wetton, Stanley Clarke, Trevor Rabin, Mike Rutherford, Derek Sherinian czy Jordan Rudess.
Simon Phillips był perkusistą grupy The Who, podczas amerykańskiej trasy koncertowej w 1989 roku. W późniejszym czasie współpracował przy solowych projektach Rogera Daltreya i Pete’a Townshenda. Udzielał się także przy pracy nad albumem Judas Priest Sin After Sin oraz brał udział w nagraniu debiutanckiego albumu zespołu Michaela Schenkera The Michael Schenker Group.
Simon Phillips najczęściej kojarzony jest z zespołem Toto, do którego dołączył w 1992 roku po śmierci Jeffa Porcaro. W zespole uzyskał przydomki „Si-Phi” i „Si”. W grupie uważany był za guru techniki gry na bębnach, co udowodnił podczas nagrania albumów 1999 Mindfields, 2002 Through the Looking Glass i 2006 Falling In Between. W 2014 roku muzyk opuścił zespół. Jego technika gry jest bardzo zróżnicowana. Style, jakimi się posługuje, to m.in. rock, fusion, jazz i metal. Często używa zagrań na podwójnym bębnie basowym oraz kombinacji na breaku.
Od lat związany jest z firmą Tama. Grając na zestawie Tama Starclassic, bardzo często rozszerza swój sprzęt o oktobany czy gongi, wykorzystując je przy partiach solowych. Preferuje talerze firmy Zildjian.

## Wybrana dyskografia
- Simon Phillips – Another Lifetime (1997, Lipstick Records)[6]
- Simon Phillips, Jeff Babko – Vantage Point (2000, Jazzline)[7]
- Simon Phillips featuring Andy Timmons, Steve Weingart, Ernest Tibbs – Protocol II (2014, Phantom Recordings)[8]
- Simon Phillips featuring Andy Timmons, Steve Weingart, Ernest Tibbs – Protocol III (2015, in-akustik)[9]

## Wideografia
- Terry Bozzio, Joe Franco, Rod Morgenstein, Simon Phillips – Double Bass Drumming (2000, VHS, Warner Bros. Records)

## Publikacje
- Manhattan Music Publications: Simon Phillips, 1992, Alfred Music, ISBN 978-0-7579-2776-8.

## Filmografia
- Morgan Agren’s Conundrum: A Percussive Misadventure (2013, film dokumentalny, reżyseria: Carl Millard King)